# Йохан Август Арфведсон
Йохан Август Арфведсон (на шведски: Johan August Arfwedson) е шведски химик, открил химическият елемент литий през 1817 г., изолирайки го като соли.

## Биография
Роден е на 12 януари 1792 г. в Лен Скараборг, Швеция. Произхожда от богато буржоазно семейство, син на търговеца на едро и фабрикант Яков Арфведсон и неговата съпруга Анна Елизабет Холтерман. Младият Йохан държи приемен изпит в Университета в Упсала през 1803 г. (по това време приемният изпит на младежите е общо приет за аристократичните и заможни студенти). Завършва университета със степен по право през 1809 и втора степен по минералогия през 1812.
През следващите години той заема пост в Кралския съвет на мините (работи без заплата), като достига поста нотариус във ведомството (все още без заплата) през 1814 г.
В Стокхолм Йохан се запознава с химика Йонс Берцелиус, като вследствие на тяхното приятелство получава достъп до неговата лична лаборатория, където открива химическият елемент литий през 1817 г. (изолирайки го като соли), по време на анализите на минерала петалит (действителната изолацията на литий като метал е направено от други учени, по-късно във времето).
В периода 1818 – 1819 г. Арфведсон прави Европейско пътуване, отчасти в компанията на Берцелиус. След като се прибира в родината Йохан изгражда своя собствена лаборатория. Той прекарва голяма част от живота си в администриране и умножаване на наследственото богатство.
Умира на 28 октомври 1841 г. в Хеденсо на 49-годишна възраст.

## Признание
- Избран е за член на Кралската шведска академия на науките през 1821 година.
- Редкият минерал Арфведсонит е кръстен в негова чест.